# Palau Public Library
Palau Public Library ist die öffentliche Bibliothek von Palau, in Koror.
Die Bibliothek umfasst über 11.000 Bände. Neben Romanen und Kinderliteratur gibt es auch einen Referenzbereich für Mikronesien (Micronesia-Pacific Reference Collection).
2017 schenkte Japan der Bibliothek ein Bibliothek-Mobil.